# Episodi di Vikings (sesta stagione)
La sesta e ultima stagione della serie televisiva Vikings, composta da venti episodi, è stata trasmessa sul canale canadese History in due parti separate: la prima metà della stagione è andata in onda dal 4 dicembre 2019 al 5 febbraio 2020, mentre la seconda metà è andata in onda dal 1º gennaio al 3 marzo 2021. In Irlanda, la seconda parte della stagione è stata resa disponibile interamente su Prime Video il 30 dicembre 2020, in anteprima rispetto alla distribuzione originale canadese.
Anche in Italia la stagione è stata resa disponibile sulla piattaforma on demand TIMvision in due parti separate: la prima metà della stagione è stata pubblicata dal 5 dicembre 2019 al 6 febbraio 2020, mentre la seconda metà è stata pubblicata interamente il 30 dicembre 2020. Gli episodi vengono inoltre trasmessi in chiaro su Rai 4 in due parti separate: la prima metà della stagione è andata in onda dal 9 dicembre 2020 al 6 gennaio 2021, mentre la seconda metà è stata trasmessa dal 6 al 27 settembre 2021. I titoli italiani sono stati aggiunti quando la stagione è stata pubblicata da Netflix.
Il cast principale di questa stagione è formato da Katheryn Winnick (prima parte), Alexander Ludwig, Alex Høgh Andersen, Marco Ilsø, Jordan Patrick Smith, Danila Kozlovsky, John Kavanagh, Peter Franzén, Eric Johnson, Georgia Hirst, Ragga Ragnars, Ray Stevenson, Gustaf Skarsgård (seconda parte), Jasper Pääkkönen (seconda parte).
| nº            | Titolo originale              | Titolo italiano                       | Prima TV Canada  | Pubblicazione Italia |
| Prima parte   | Prima parte                   | Prima parte                           | Prima parte      | Prima parte          |
| ------------- | ----------------------------- | ------------------------------------- | ---------------- | -------------------- |
| 1             | New Beginnings                | Nuovi inizi                           | 4 dicembre 2019  | 5 dicembre 2019      |
| 2             | The Prophet                   | Il profeta                            | 4 dicembre 2019  | 5 dicembre 2019      |
| 3             | Ghosts, Gods and Running Dogs | Fantasmi, divinità e cani che corrono | 11 dicembre 2019 | 12 dicembre 2019     |
| 4             | All the Prisoners             | Tutti i prigionieri                   | 18 dicembre 2019 | 19 dicembre 2019     |
| 5             | The Key                       | La chiave                             | 1º gennaio 2020  | 2 gennaio 2020       |
| 6             | Death and the Serpent         | La morte e il serpente                | 8 gennaio 2020   | 9 gennaio 2020       |
| 7             | The Ice Maiden                | La shield maiden di ghiaccio          | 15 gennaio 2020  | 16 gennaio 2020      |
| 8             | Valhalla Can Wait             | Il Valhalla può attendere             | 22 gennaio 2020  | 23 gennaio 2020      |
| 9             | Resurrection                  | Resurrezione                          | 29 gennaio 2020  | 30 gennaio 2020      |
| 10            | The Best Laid Plans           | Un piano ben congegnato               | 5 febbraio 2020  | 6 febbraio 2020      |
| Seconda parte |                               |                                       |                  |                      |
| 11            | King of Kings                 | Il re dei re                          | 1º gennaio 2021  | 30 dicembre 2020     |
| 12            | All Change                    | Cambia tutto                          | 6 gennaio 2021   | 30 dicembre 2020     |
| 13            | The Signal                    | Il segnale                            | 13 gennaio 2021  | 30 dicembre 2020     |
| 14            | Lost Souls                    | Anime perdute                         | 20 gennaio 2021  | 30 dicembre 2020     |
| 15            | All at Sea                    | Un mare di incertezze                 | 27 gennaio 2021  | 30 dicembre 2020     |
| 16            | The Final Straw               | La goccia che fa traboccare il vaso   | 3 febbraio 2021  | 30 dicembre 2020     |
| 17            | The Raft of Medusa            | La zattera della Medusa               | 10 febbraio 2021 | 30 dicembre 2020     |
| 18            | It's Only Magic               | Come per magia                        | 17 febbraio 2021 | 30 dicembre 2020     |
| 19            | The Lord Giveth…              | Il Signore dà…                        | 24 febbraio 2021 | 30 dicembre 2020     |
| 20            | The Last Act                  | L'ultimo atto                         | 3 marzo 2021     | 30 dicembre 2020     |

## Nuovi inizi
- Titolo originale: New Beginnings
- Diretto da: Steve Saint Leger
- Scritto da: Michael Hirst

### Trama
Ivar e la sua guardia del corpo Vigrid viaggiano lungo la Via della seta ma quando si inoltrano nella Rus' di Kiev vengono catturati dagli uomini del principe Oleg il Profeta. Dopo aver fatto torturare e squartare Vigrid, Oleg viene a conoscenza dell'intera vicenda di Ivar e comincia a dimostrare interesse verso il re esiliato. Fra i due si crea una strana forma di amicizia quando Oleg rivela a Ivar di aver ucciso l'amata moglie dopo averne scoperto l'infedeltà. Oleg inoltre informa Ivar della sua intenzione di rivendicare la Scandinavia come terra ancestrale dei Rus' e lo invita a unirsi all'impresa. A Kattegat, Bjorn mette al bando Capelli Bianchi e gli ultimi sostenitori di Ivar, costringendoli all'esilio come fuorilegge. Lagertha annuncia di volersi ritirare a vita privata e ricostruire la sua vecchia fattoria per vivere i suoi ultimi anni lontana dal mondo. Con un solenne rituale seppellisce la sua spada e giura che non combatterà più. Arrivano alcuni messaggeri che informano Bjorn che il re Olaf ha occupato il regno di re Harald e tiene imprigionato quest'ultimo; avendo re Harald salvato la vita a Bjorn in due occasioni, i messaggeri gli comunicano la sua richiesta di aiuto per essere liberato e tornare in possesso del suo regno. Bjorn comincia ad avere dei dubbi sul suo ruolo di re e confida a Gunnhild le sue insicurezze. Ubbe manifesta il desiderio di partire per l'Occidente allo scopo di trovare una terra inesplorata, di cui ha avuto notizie da un viandante. 
- Guest star: Georgia Hirst (Torvi), Ragga Ragnars (Regina Gunnhild), Lucy Martin (Ingrid).
- Altri interpreti: Martin Maloney (Vigrid), Bryan Quinn (Uomo con un occhio solo), Kieran O'Reilly (Capelli bianchi), Kristy Dawn Dinsmore (Amma), Andrei Claude (Ganbaatar), Marko Leht (Torturatore), Elodie Curry (Asa), Ryan Henson (Hali), Danny O'Connor (Messaggero 1), Michael Johnston (Messaggero 2).
- Ascolti USA: telespettatori 1 624 000[8]

## Il profeta
- Titolo originale: The Prophet
- Diretto da: Steve Saint Leger
- Scritto da: Michael Hirst

### Trama
Nonostante il parere contrario di Lagertha, Bjorn decide di andare in aiuto di re Harald. Kjetil torna a Kattegat dall'Islanda alla ricerca di nuovi coloni. Ubbe si mostra intenzionato a seguirlo quando Kjetil rivela che uno dei coloni è il mitico Othere, che ha scoperto l'esistenza di una nuova terra a ovest dell'Islanda. Kjetil inoltre informa che Floki è scomparso, suscitando i sospetti di Bjorn, che lo costringe a unirsi alla sua spedizione di guerra. Nel frattempo Bjorn, impegnato nei preparativi per la partenza nota le attenzioni della schiava di Gunnhild, Ingrid. Nella Rus' di Kiev Oleg e Ivar si recano a Novgorod per incontrare il fratello di Oleg, Askold, e prendere con sé il nipote Igor, erede designato al trono del regno. Oleg avvelena Askold, mentre Ivar stabilisce un legame con Igor. Arriva l'altro fratello di Oleg, Dir, per arrestarlo ma Oleg, simulando poteri profetici nel rivelargli il nome della sua moglie segreta (Anna) e nel mostrargli che la tiene di fatto prigioniera, lo costringe col ricatto a lasciarlo libero.
- Guest star: Adam Copeland (Kjetil Naso piatto), Lenn Kudrjawizki (Principe Dir), Georgia Hirst (Torvi), Ragga Ragnars (Regina Gunnhild), Lucy Martin (Ingrid).
- Altri interpreti: Andrei Claude (Ganbaatar), Will Guppy (Ciambellano), Oran Glynn O'Donovan (Principe Igor), Blake Kubena (Principe Askold), Ryan Henson (Hali), Elodie Curry (Asa), Serena Kennedy (Anna), Kieran O'Reilly (Capelli bianchi).
- Ascolti USA: telespettatori 1 397 000[8]

## Fantasmi, divinità e cani che corrono
- Titolo originale: Ghosts, Gods and Running Dogs
- Diretto da: Steve Saint Leger
- Scritto da: Michael Hirst

### Trama
Tornato a Kiev con Igor e Ivar, Oleg attacca e imprigiona Dir. Mentre Ivar insegna a Igor a parlare il norreno, scoprono Dir mutilato e ingabbiato in catene come un cane. La visione diverte Igor ma turba Ivar. A Kattegat, Bjorn è sedotto dall'ancella di Gunnhild, Ingrid. Al momento di partire in soccorso di re Harald, Bjorn assegna a Ubbe il ruolo di suo sostituto come re e affida i suoi figli Hali e Asa a Lagertha. Ubbe annuncia la sua intenzione di mandare Hvitserk a capo di una spedizione lungo la Via della seta, ma Hvitserk è tormentato dalle visioni della sua amata Thora, fatta bruciare viva da Ivar, e dell'assassinio di Aslaug. Gli abitanti del villaggio vicino alla fattoria di Lagertha vengono attaccati e saccheggiati dalla banda di Capelli Bianchi e chiedono aiuto a Lagertha la quale, preoccupata per gli attacchi ricevuti, riporta alla luce la spada che aveva seppellito quando aveva deciso di smettere di combattere. A Vestfold, Harald diventa amico del servitore di Olaf, Canute, e tenta di convincerlo a liberarlo. Canute lo informa che per quello stanno aspettando l'arrivo di Bjorn. Bjorn e i suoi guerrieri tentano di attaccare re Olaf nuotando nel fiordo ma Olaf ha fatto cospargere le acque di petrolio e incendia la baia costringendo Bjorn a ritirarsi.
- Guest star: Adam Copeland (Kjetil Naso piatto), Lenn Kudrjawizki (Principe Dir), Georgia Hirst (Torvi), Steven Berkoff (Re Olaf il Grosso), Ragga Ragnars (Regina Gunnhild), Lucy Martin (Ingrid).
- Altri interpreti: Conn Rogers (Canute), Oran Glynn O'Donovan (Principe Igor), Serena Kennedy (Anna), Eve Connolly (Thora), Alicia Gerrard (Prima donna), Deborah Wiseman (Seconda donna), Kristy Dawn Dinsmore (Amma), Andrei Claude (Ganbaatar), Ryan Henson (Hali), Elodie Curry (Asa), Marko Leht (Torturatore), Danny O'Connor (Messaggero 1), Michael Johnston (Messaggero 2).
- Ascolti USA: telespettatori 987 000[9]

## Tutti i prigionieri
- Titolo originale: All the Prisoners
- Diretto da: David Frazee
- Scritto da: Michael Hirst

### Trama
L'esercito di Bjorn è circondato dalle truppe di re Olaf. Kjetil confessa a Bjorn di aver ucciso Eyvind e la sua famiglia e insiste nel non aver nulla a che fare con la scomparsa di Floki; Bjorn però rimane scettico. A Kiev, Ivar in segreto inizia a complottare contro Oleg: ricorda a Igor che è lui il vero padrone di tutto quello che c'è in Rus' e promette a Dir di farlo evadere in cambio del suo sostegno contro Oleg. Oleg informa Ivar che sta costituendo un esercito per invadere la Scandinavia e Ivar lo accusa di voler fare di lui un re fantoccio. La banda di Capelli Bianchi attacca ancora il villaggio di Lagertha incontrando stavolta una tenace resistenza da parte dei contadini che riescono a respingere gli assalitori al costo di diverse vite umane, tra cui il figlio di Bjorn, Hali. A Kattegat, Gunnhild ha una visione dell'attacco e lascia la città per andare a controllare la situazione di Lagertha. Ubbe nomina Hvitserk a capo della spedizione lungo la Via della seta, ma le pessime condizioni di Hvitserk lo rendono incapace di tale ruolo e alla fine Ubbe si vede costretto a esautorarlo. Re Olaf blandisce Bjorn e Harald e li informa di voler chiamare a raccolta i re e gli jarl della Norvegia per eleggere un unico re di tutti i Norreni, offrendo questo titolo a Bjorn.
- Guest star: Adam Copeland (Kjetil Naso piatto), Lenn Kudrjawizki (Principe Dir), Georgia Hirst (Torvi), Steven Berkoff (Re Olaf il Grosso), Ragga Ragnars (Regina Gunnhild).
- Altri interpreti: Oran Glynn O'Donovan (Principe Igor), Danny O'Connor (Messaggero 1), Owen Barton (Guerriero), Gina Costigan (Runa), David Sterne (Gudmund), Sandy Kennedy (Sylvi), Kathy Monahan (Eira), Conn Rogers (Canute), Ryan Henson (Hali), Elodie Curry (Asa), Kristy Dawn Dinsmore (Amma), Per Fredrik Åsly (Inviato), Kieran O'Reilly (Capelli bianchi), Oisin Murray (Tarben), Aoibheann McCann (Skadi).
- Ascolti USA: telespettatori 961 000[10]

## La chiave
- Titolo originale: The Key
- Diretto da: David Frazee
- Scritto da: Michael Hirst

### Trama
Jarl Thorkell arriva a Vestfold ricevuto con onori da re Olaf. Gunnhild incontra Lagertha e viene a conoscenza della morte di Hali; decide quindi di fermarsi a difendere il villaggio assieme alle sue shield-maiden. Hvitserk ha l'ennesima visione di Thora e giura sul suo braccialetto di vendicarne la morte uccidendo Ivar. Jarl Thorkell propone che qualunque capo, non solo Bjorn, possa candidarsi a re di tutti i Norreni e tutti accettano la proposta. Bjorn viene presentato a Jarl Hrolf e a re Hakon. Ivar e Igor liberano Dir; Oleg presenta loro la sua promessa sposa, la principessa Katia. Ivar rimane sbalordito dalla sua estrema somiglianza con Freydis, la sua defunta moglie. Hvitserk baratta il suo braccialetto in cambio di birra e funghi allucinogeni; in preda agli effetti, ha una visione enigmatica del Veggente che gli rivela in forma oscura il futuro. Re Olaf presenta Thorkell, Hakon, Bjorn, e Harald come i quattro candidati all'elezione come re per poi dichiarare pubblicamente il suo voto per Bjorn. Torvi dice a Ingrid che non ha alcun senso continuare ad aspettare il ritorno di Bjorn. Re Harald vota per Bjorn. Un messaggero provieniente dalla spedizione lungo la Via della seta informa Ubbe che Ivar si trova a Kiev. Ubbe chiede ad Amma di informare della cosa Hvitserk, il che gli provoca un'altra mostruosa visione di Ivar.
- Guest star: Adam Copeland (Kjetil Naso piatto), Lenn Kudrjawizki (Principe Dir), Georgia Hirst (Torvi), Steven Berkoff (Re Olaf il Grosso), Ragga Ragnars (Regina Gunnhild), Lucy Martin (Ingrid), Alicia Agneson (Principessa Katia).
- Altri interpreti: Fredrik Hiller (Jarl Thorkell), Elodie Curry (Asa), Aoibheann McCann (Skadi), Kristy Dawn Dinsmore (Amma), Gina Costigan (Runa), Kathy Monahan (Eira), Eve Connolly (Thora), Amy De Braún (Jarl Hrolf), Mishaël Lopes Cardozo (Re Hakon), Oran Glynn O'Donovan (Principe Igor), Neil Keery (Alexei), Serena Kennedy (Anna), Patrick O'Donnell (Spacciatore), Per Fredrik Åsly (Inviato).
- Ascolti USA: telespettatori 885 000[11]

## La morte e il serpente
- Titolo originale: Death and the Serpent
- Diretto da: David Frazee
- Scritto da: Michael Hirst

### Trama
Capelli Bianchi e i suoi banditi attaccano ancora una volta il villaggio di Lagertha. I contadini vincono la battaglia dopo scontri violentissimi, culminati nel duello finale tra Lagertha e Capelli Bianchi, che viene ucciso da Lagertha. Gravemente ferita, Lagertha sale a cavallo per tornare a Kattegat da Bjorn. A Kiev viene celebrato il matrimonio tra il principe Oleg e la principessa Katia; dopo la cerimonia, i novelli sposi provocano Ivar facendo sesso davanti a lui. A Vestfold, re Harald vince le elezioni e viene incoronato re di tutta la Norvegia; Kjetil ha favorito la vittoria di Harald suggerendogli di fare grandi promesse ai vari re e jarl, chiedendo in cambio di essere nominato re di Islanda. Quando però Kjetil si rende conto che re Harald ha l'intenzione di uccidere Bjorn, avvisa quest'ultimo. Bjorn e Kjetil tentano la fuga ma vengono intrappolati dagli uomini di Harald; si salvano solo grazie all'intervento del fuorilegge Erik, che li prende a bordo della sua nave. Lagertha arriva a Kattegat e mentre si dirige verso la grande sala, ha una visione del Veggente. Hvitserk, in pieno delirio, ha a sua volta una visione allucinante di Ivar sotto forma di un minaccioso serpente gigante e lo attacca furiosamente pugnalandolo con violenza. Tornato in sé, si rende conto di avere in realtà accoltellato a morte Lagertha.
- Guest star: Adam Copeland (Kjetil Naso piatto), Georgia Hirst (Torvi), Steven Berkoff (Re Olaf il Grosso), Ragga Ragnars (Regina Gunnhild), Alicia Agneson (Principessa Katia), Anna Maria Jopek (Cantante).
- Altri interpreti: Rick Burn (Re 1), Neill Fleming (Re 2), Fiona McGeown (Conte 1), Fredrik Hiller (Jarl Thorkell), Cathal Sheahan (Conte 2), Amy De Braún (Jarl Hrolf), Ian Gerard Whyte (Re 3), Elodie Curry (Asa), Oisin Murry (Tarben), Aoibheann McCann (Skadi), Kathy Monahan (Eira), Jinny Lofthouse (Hild), Claire Jenkins (Conte 3), Mishaël Lopes Cardozo (Re Hakon), Kieran O'Reilly (Capelli bianchi), Gina Costigan (Runa), David Sterne (Gudmund), Guy Carleton (Patriarca), Wesley O'Duinn (Guerriero 1), Maciej Rychly (Flautista), Kristy Dawn Dinsmore (Amma).
- Ascolti USA: telespettatori 827 000[12]

## La shield maiden di ghiaccio
- Titolo originale: The Ice Maiden
- Diretto da: Steve Saint Leger
- Scritto da: Michael Hirst

### Trama
A Kattegat viene scoperto il corpo di Lagertha tra il dolore generale, mentre Hvitserk è introvabile. Preoccupata per i suoi figli, Torvi, nonostante sia incinta di Ubbe, si reca alla fattoria di Lagertha e qui la figlia Asa la informa della morte di Hali. A Vestfold, re Hakon si sottomette a re Harald; quando re Olaf si rifiuta di fare lo stesso, Harald lo fa imprigionare. Amma trova Hvitserk nella foresta e lo riporta a Kattegat; Ubbe gli chiede se è al corrente della morte di Lagertha ma Hvitserk si rifiuta di rispondere. A Kiev, un messaggero avvisa Ivar che Dir è alla macchia ed è pronto a sostenere Ivar per rovesciare Oleg al momento opportuno. Torvi e Gunnhild organizzano il funerale di Lagertha; una ragazza di nome Gyda viene sacrificata per seguirla nel Valhalla. Davanti alla pira funebre, Ubbe, Gunnhild e Torvi pronunciano il loro addio; torna anche Bjorn, che dà anche lui l'addio alla madre e giura di vendicarne l'uccisione.
- Guest star: Adam Copeland (Kjetil Naso piatto), Georgia Hirst (Torvi), Steven Berkoff (Re Olaf il Grosso), Ragga Ragnars (Regina Gunnhild), Lucy Martin (Ingrid), Alicia Agneson (Principessa Katia).
- Altri interpreti: Adam Behan (Guerriero 1), Adam Traynor (Guerriero 2), Kristy Dawn Dinsmore (Amma), Patrick O'Donnell (Spacciatore), Mishaël Lopes Cardozo (Re Hakon), Bobby McGlynn (Mendicante cieco), Elodie Curry (Asa), Oran Glynn O'Donovan (Principe Igor), Niall O'Sioradain (Sacerdote capo), Emma Willis (Gyda), Nicolas Van Beveren (Sconosciuto), Alex Mills (Giovane vichingo 1), Niall O'Brien (Giovane vichingo 2), John Hogg (Giovane vichingo 3), Karen Connell (Angelo della Morte).
- Ascolti USA: telespettatori 1 106 000[13]

## Il Valhalla può attendere
- Titolo originale: Valhalla Can Wait
- Diretto da: Katheryn Winnick
- Scritto da: Michael Hirst

### Trama
Bjorn mette sotto processo Hvitserk per l'omicidio di Lagertha; Hvitserk confessa e Bjorn lo condanna a essere bruciato vivo. Ubbe tenta di convincere Hvitserk a chiedere la grazia, ma Hvitserk si è convinto di esser stato guidato dagli dei per vendicare Aslaug. Quando Hvitserk sta per essere bruciato sul rogo, Ubbe gli salva la vita; Bjorn allora esilia Hvitserk. Più tardi, Gunnhild scopre Bjorn e Ingrid mentre fanno sesso e suggerisce che Bjorn sposi Ingrid come seconda moglie. Ubbe, Torvi e Asa viaggiano verso l'Islanda con Kjetil. A Kiev, Oleg invia scorribande in Scandinavia a preparazione di un'invasione più massiccia. Igor sfida apertamente Oleg che minaccia di ucciderlo se ci provasse ancora. Igor scappa piangendo e Ivar lo consola. Una delle bande di saccheggiatori Rus' attacca Istrehågan e i sopravvissuti avvisano Harald dell'accaduto. Re Olaf ammonisce re Harald che sta per arrivare un'invasione.
- Guest star: Adam Copeland (Kjetil Naso piatto), Georgia Hirst (Torvi), Steven Berkoff (Re Olaf il Grosso), Ragga Ragnars (Regina Gunnhild), Lucy Martin (Ingrid), Alicia Agneson (Principessa Katia), Kelly Campbell (Ingvild).
- Altri interpreti: Kristy Dawn Dinsmore (Amma), Elodie Curry (Asa), Oran Glynn O'Donovan (Principe Igor), Adam Winnick (Rangvald), Chris Powell (Capitano Rus'), Michael Judd (Anziano del villaggio), Emma Eliza Regan (Aoife), Keith Ward (Fabbro), Scott Graham (Frodi).
- Ascolti USA: telespettatori 1 023 000[14]

## Resurrezione
- Titolo originale: Resurrection
- Diretto da: Daniel Grou
- Scritto da: Michael Hirst

### Trama
In Islanda, a Ubbe viene presentato Othere, un viaggiatore che ha avuto modo di vedere la costa di una Terra Dorata situata a ovest. Torvi dà alla luce un bambino a cui lei e Ubbe danno il nome del nonno, Ragnar. Si scopre che Othere in realtà è un ex-monaco cristiano di nome Athelstan, che si è impossessato dell'identità del vero Othere che era stato in realtà ucciso. Ubbe vorrebbe sacrificare Othere agli dei ma Torvi gli ricorda che anche lui era stato battezzato come cristiano. Othere in seguito consegna a Ubbe l'anello nuziale di Floki, dicendo di averlo incontrato prima che sparisse; Ubbe rimane scettico. A Kattegat, Bjorn sposa Ingrid come seconda moglie con la benedizione di Gunnhild. Bjorn chiede a Erik di sorvegliare i confini; gli uomini di Erik vengono attaccati da Ganbaatar e dai soldati Rus'. Bjorn decide di proporre a re Harald di unire le forze contro l'invasione dei Rus' e manda Erik a Vestfold come ambasciatore. A Vestfold, Harald arresta Erik come fuorilegge e ignora la proposta di Bjorn. Su insistenza di re Olaf, Harald alla fine dà ascolto a Erik e accetta di unire le sue forze con quelle di Bjorn. Hvitserk viene trovato dai Rus' e Ivar lo porta con sé a Kiev; Hvitserk racconta a Ivar di aver ucciso Lagertha e viene poi ricevuto dai principi Oleg e Katia. Una spia dice a Ivar che Dir si aspetta che lui lo aiuti a rovesciare Oleg dopo l'invasione della Scandinavia. Oleg fa sfilare in parata il suo esercito fuori dalle mura della città, dichiarando che questa sarà la fine del paganesimo.
- Guest star: Adam Copeland (Kjetil Naso piatto), Steven Berkoff (Re Olaf il Grosso), Lucy Martin (Ingrid), Alicia Agneson (Principessa Katia), Kelly Campbell (Ingvild).
- Altri interpreti: Scott Graham (Frodi), Niall O'Sioradain (Sacerdote capo), Kristy Dawn Dinsmore (Amma), Ryan Henson (Hali), Ronan Summers (Herigar), Andrei Claude (Ganbaatar), Per Fredrik Åsly (Inviato), Elodie Curry (Asa), Oran Glynn O'Donovan (Principe Igor), Gerard Miller (Lo Straniero).
- Ascolti USA: telespettatori 926 000[15]

## Un piano ben congegnato
- Titolo originale: The Best Laid Plans
- Diretto da: Daniel Grou
- Scritto da: Michael Hirst

### Trama
A Vestfold, Bjorn e re Harald si preparano all'imminente attacco dei Rus' fortificando il fiordo che porta alla capitale, il fiume a nord e la spiaggia nel mezzo; durante i preparativi Gunnhild perde il figlio che stava aspettando. Frustrato all'idea che Bjorn abbia preso una seconda moglie, Harald stupra Ingrid. Di tutti i re e jarl della Norvegia, solo Thorkell e i suoi uomini hanno risposto all'appello di re Harald di mandare le loro truppe. A Kiev, Katia si offre a Ivar che la respinge; più tardi lei gli confessa di non essere felice nel suo matrimonio con Oleg. Ivar collabora al piano di invasione di Oleg e suggerisce di attaccare sia la spiaggia sia il fiume a nord, nonostante tra il fiume e la capitale ci sia di mezzo una ripida montagna. Il grosso della flotta Rus' attacca la spiaggia e Harald, Bjorn e Erik guidano la difesa. Ivar, Hvitserk, Oleg e i loro uomini spezzano il blocco alla foce del fiume, difeso da Gunnhild. I Rus' scalano la montagna e circondano l'esercito vichingo sulla spiaggia. Thorkell viene ucciso e Harald viene gravemente ferito; quando Erik corre in suo soccorso, Harald gli ordina di ritirarsi. Bjorn continua a combattere mentre le sue truppe vengono sopraffatte; all'improvviso compare Ivar che trafigge Bjorn con una spada. I Rus' festeggiano la vittoria.
- Guest star: Steven Berkoff (Re Olaf il Grosso), Lucy Martin (Ingrid), Alicia Agneson (Principessa Katia).
- Altri interpreti: Elshka Lane (Serva di Katia), Fredrik Hiller (Jarl Thorkell), Oran Glynn O'Donovan (Principe Igor), Andrei Claude (Ganbaatar).
- Ascolti USA: telespettatori 1 035 000[16]

## Il re dei re
- Titolo originale: King of Kings
- Diretto da: Daniel Grou
- Scritto da: Michael Hirst

### Trama
Dopo la sconfitta delle forze di Harald e di Bjorn, i Rus' hanno occupato Tamdrup, la capitale di Vestfold, e si preparano ad attaccare Kattegat.  Harald catturato dai Rus insieme a re Olaf, viene portato alla presenza di Oleg. Per ordine di quest'ultimo, Igor brucia vivo re Olaf. Nel frattempo Harald, deciso a non essere una pedina di Oleg, riesce a fuggire dalla sua cella. A Kattegat, re Hakon e jarl Hrolf sono arrivati con i loro eserciti. Si scopre che Bjorn è ancora vivo, ma sta morendo lentamente per la ferita. In Islanda, Ubbe si prepara per la nuova spedizione verso ovest. Othere gli rivela come Kjetil e Frodi hanno ucciso la famiglia di Eyvind. Hakon si reca all'accampamento Rus', annunciando la morte di Bjorn e arrendendosi a Oleg, solo per essere ucciso dal capitano Ganbaatar poco dopo. Mentre i Rus' tengono messa sul campo di battaglia, Bjorn appare improvvisamente a cavallo. Ganbaatar colpisce Bjorn con delle frecce, ma il re di Kattegat riesce a ordinare un attacco prima di morire, dando l'impressione di essere immortale. La coalizione norvegese, che include le forze di jarl Hrolf, attacca i Rus' da più direzioni. Le forze di Oleg, in preda al panico, si dividono. Ganbaatar uccide Amma ma viene decapitato da Gunnhild. Sconfitti, i Rus' fuggono dalla Norvegia mentre Bjorn viene sepolto in un tumulo.
- Guest star: Adam Copeland (Kjetil Naso piatto), Steven Berkoff (Re Olaf il Grosso), Lucy Martin (Ingrid), Kelly Campbell (Ingvild).
- Altri interpreti: Oran Glynn O'Donovan (Principe Igor), Andrei Claude (Ganbaatar), Kristy Dawn Dinsmore (Amma), Scott Graham (Frodi), Mishaël Lopes Cardozo (Re Hakon), Stephen Cromwell (Abitante di Kattegat), Gary Kane (Sentinella Rus' 1), Luke McQuillan (Sentinella Rus' 2), Amy De Braún (Jarl Hrolf).

## Cambia tutto
- Titolo originale: All Change
- Diretto da: David Frazee
- Scritto da: Michael Hirst

### Trama
L'esercito di Oleg torna sconfitto a Kiev. Oleg fa separare Igor e Ivar e distrugge la camera da letto del giovane principe, sostenendo di voler fare di lui un uomo. A Kattegat, Gunnhild piange la morte di Bjorn. Erik suggerisce di riunire un althing per eleggerla regina di Kattegat. In segreto, fa un'offerta simile a Ingrid. Oleg costringe gli ufficiali del suo esercito a scavare la propria fossa e poi li fa giustiziare per diserzione, costringendo Igor a uccidere personalmente uno di loro. Poco dopo, Ivar e Igor vengono avvicinati dal principe Dir che li informa che molti dei soldati di Oleg sono passati dalla sua parte, rendendolo presto in grado di sfidare il fratello. Dir chiede a Ivar di portare Igor a Novgorod una volta ricevuto il segnale (un pugnale). Nel frattempo, Oleg tenta di reclutare Hvitserk come sua guardia del corpo. In Islanda, Kjetil esprime rammarico per l'omicidio della famiglia di Eyvind a sua moglie Ingvild e pensa che unirsi alla spedizione di Ubbe gli darà la redenzione. Dopo aver discusso di Freydis con Katia, Ivar viene sedotto da lei. Successivamente, Ivar confessa a Katia il piano di Dir.
- Guest star: Adam Copeland (Kjetil Naso piatto), Lenn Kudrjawizki (Principe Dir), Lucy Martin (Ingrid), Kelly Campbell (Ingvild), Alicia Agneson (Principessa Katia).
- Altri interpreti: Oran Glynn O'Donovan (Principe Igor), Tim Fellingham (Messaggero vichingo), Ciara Ivie (Giovane donna islandese), Scott Graham (Frodi), Elodie Curry (Asa), Daniel Paton (Ufficiale Rus' 1), Steven Blades (Ufficiale Rus' 2), Katherine Devlin (Natasha), Elshka Lane (Serva di Katia).

## Il segnale
- Titolo originale: The Signal
- Diretto da: David Frazee
- Scritto da: Michael Hirst

### Trama
Oleg ha ormai estromesso Ivar. Hvitserk, divenuto guardia del corpo del principe, picchia il fratello arrivando quasi ad ucciderlo. Nel frattempo, a Kattegat, Gunnhild dichiara che si candiderà come regina, ma anche Ingrid si propone, dichiarando di essere incinta del figlio di Bjorn. Prima dell'elezione, Ingrid si reca alla tomba di Bjorn ed esegue un rito propiziatorio, non sapendo di essere spiata da Erik, il quale scopre che la donna è una strega. Ubbe e i suoi compagni, in viaggio verso la terra "dorata", devono affrontare una terribile tempesta durante la quale la piccola Asa muore. A Kiev, Ivar riceve da Katia il pugnale, segno che è il momento di raggiungere Dir a Novgorod. Per organizzare la fuga, Ivar chiede aiuto a Hvitserk, rivelandogli che Oleg gli ha proposto di farlo uccidere, ma lui ha rifiutato. Durante l'elezione della nuova regina di Kattegat, re Harald arriva all'improvviso a rivendicare il trono, essendo stato eletto re dei re. Ivar, Hvitserk, Katia e Igor tentano la fuga da Kiev approfittando della confusione creatasi in occasione della cerimonia del Venerdì santo.
- Guest star: Adam Copeland (Kjetil Naso piatto), Brent Burns (Skane), Lucy Martin (Ingrid), Kelly Campbell (Ingvild), Alicia Agneson (Principessa Katia), Ivo Alexandre (Vescovo Leon).
- Altri interpreti: Ciaran McMahon (Ufficiale Rus'), Elodie Curry (Asa), Scott Graham (Frodi), Tristan McConnell (Vichingo grigio), Ciaran O'Grady (Difensore di Kattegat), Renars Latkovskis (Guardia Rus'), Oran Glynn O'Donovan (Principe Igor), Guy Carleton (Patriarca).

## Anime perdute
- Titolo originale: Lost Souls
- Diretto da: Helen Shaver
- Scritto da: Michael Hirst

### Trama
Mentre Oleg è impegnato nelle celebrazioni del Venerdì santo, Ivar e gli altri fuggiaschi riescono ad abbandonare la città raggiungendo Dir a Novgorod. Ubbe e gli altri coloni approdano in una nuova terra, che però non è né fertile né verdeggiante come Othere aveva raccontato. Nonostante la delusione, Ubbe e gli altri decidono di insediarsi in quel luogo che chiamano Groenlandia, ripartendo tra le famiglie appezzamenti di terreno. Ubbe non perde comunque la speranza di ritrovare un giorno la terra "dorata" descritta da Othere, nel quale ha ancora fiducia. A Kiev, Oleg è folle di rabbia per la fuga di Igor e, a causa del tradimento di Katia, devasta il luogo in cui è sepolta la sua prima moglie, minacciando vendetta. Il principe Igor manifesta ad Ivar il suo affetto e la sua gratitudine per quanto ha fatto per lui. Intanto a Kattegat, Harald chiede a Gunnhild di sposarlo e fa la stessa proposta anche a Ingrid, nonostante abbia scoperto che la donna è una strega. Il giorno dell'incoronazione a re, il capo delle guardie, Skane, cerca di uccidere Harald, ma Erik lo salva dimostrandogli fedeltà e conquistandosi il posto di capo delle guardie. Nel nuovo insediamento in Groenlandia, Kjetil manifesta la sua avidità e non ha intenzione di condividere nulla con le altre famiglie.
- Guest star: Adam Copeland (Kjetil Naso piatto), Brent Burns (Skane), Lenn Kudrjawizki (Principe Dir), Lucy Martin (Ingrid), Kelly Campbell (Ingvild), Alicia Agneson (Principessa Katia), Ivo Alexandre (Vescovo Leon).
- Altri interpreti: Guy Carleton (Patriarca), Oran Glynn O'Donovan (Principe Igor), Scott Graham (Frodi), Tristan McConnell (Colono della Groenlandia 1), Ciaran O'Grady (Colono della Groenlandia 1), Finn Gillespie (Giovane vichingo), Noella Brennan (Gudrid), Moah Madsen (Serva di Gunnhild), Isabelle Connolly (Anna), Lee Bennett (Nobile Rus' dell'est), Aisling Reid (Serva di Harald 1), Emily Fox (Serva di Harald 2), Katie McCann (Serva di Harald 3), Muireann Bird (Serva di Harald 4), Niall Ó'Sioradáin (Sacerdote capo).

## Un mare di incertezze
- Titolo originale: All at Sea
- Diretto da: Helen Shaver
- Scritto da: Michael Hirst

### Trama
In Groenlandia, la tensione cresce a causa di Kjetil che si rifiuta di condividere con gli altri una balena arenatasi sulla sua proprietà, la quale fornirebbe scorte di cibo e combustibile a tutte le famiglie di coloni. Intenzionato a proteggere la carcassa, Kjetil inizia a uccidere dei coloni e suo figlio Frodi soccombe nello scontro. Ubbe, Torvi, Othere e pochi altri decidono dunque di fuggire immediatamente con una nave, ma senza cibo né acqua. Nel frattempo, a Kattegat, Erik continua a comportarsi in modo ambiguo, ma di fronte a un suo tentativo di ricatto, Ingrid gli rivela di ricordarsi di lui, in quanto in passato l'aveva venduta come schiava. Gunnhild invece, quando Erik le propone di diventare amanti, rifiuta fieramente. Il principe Dir, insieme a Ivar, Igor, Hvitserk, Katia e Anna, lascia Novgorod e conduce il suo esercito a Kiev. Una volta giunto in città, Dir viene accolto con entusiasmo e ottiene la fedeltà dell'armata della capitale. Oleg, ormai folle e in preda a una crisi mistica, viene trafitto da una freccia scoccata dal principe Igor. Il giorno del matrimonio di Harald con Ingrid e Gunnhild, quest'ultima, dopo aver dichiarato il suo amore eterno per Bjorn, si getta in mare abbandonandosi alla corrente. La nave di Ubbe vaga per giorni senza che vi sia traccia di terraferma. Le difficoltà e la mancanza di cibo rendono Ubbe sempre più diffidente nei confronti di Othere. A Kiev si festeggia la morte del tiranno Oleg, per il quale viene comunque eseguita una solenne cerimonia funebre. La principessa Katia confessa a Ivar di attendere un figlio da lui ma di non volere un legame. Ivar decide di abbandonare Kiev e di tornare a Kattegat insieme a Hvitserk. Dopo uno struggente addio a Igor, con il quale aveva un legame speciale, Ivar parte con la consapevolezza che il ragazzo sia ormai pronto a diventare re.
- Guest star: Adam Copeland (Kjetil Naso piatto), Lenn Kudrjawizki (Principe Dir), Lucy Martin (Ingrid), Kelly Campbell (Ingvild), Alicia Agneson (Principessa Katia).
- Altri interpreti: Scott Graham (Frodi), Finn Gillespie (Giovane vichingo), Noella Brennan (Gudrid), Oran Glynn O'Donovan (Principe Igor), Isabelle Connolly (Anna), Lee Bennett (Nobile Rus' dell'est), Gabriel Constantin (Ufficiale comandante), Maria Guiver (Prima moglie di Oleg), Niall Ó'Sioradáin (Sacerdote capo), Guy Carleton (Patriarca).

## La goccia che fa traboccare il vaso
- Titolo originale: The Final Straw
- Diretto da: Paddy Breathnach
- Scritto da: Michael Hirst

### Trama
Ivar e Hvitserk giungono a Kattegat e scoprono che Harald è il nuovo re. I due, considerati dei traditori, sono accolti con rabbia dal popolo, ma Harald, ritenendo che i due fratelli possano legittimare il suo ruolo di re, con un discorso appassionato riesce a convincere il popolo a perdonarli per i loro errori del passato. Nel frattempo, il viaggio di Ubbe prosegue, ma Othere continua a dare versioni contrastanti sulla sua vita passata, facendo crescere in Ubbe dubbi sulla sua reale identità. Quando anche il piccolo Ragnar si ammala, la tensione cresce. Ivar e Hvitserk vivono momenti di crisi esistenziale e di smarrimento. Hvitserk omaggia Bjorn sulla sua tomba e riflette sulla propria vita inconcludente. Poi ha una visione della dea Idun con la quale trascorre la notte. Ivar, dopo vari momenti di riflessione e dopo un confronto con il veggente, capisce che il suo destino non è a Kattegat. Di fronte al popolo ormai inebetito da alcol e gioco, Ivar pronuncia un discorso appassionato che risveglia in tutti l'orgoglio vichingo ormai assopito. Quando propone di tornare nel Wessex per attaccare re Alfred, Ivar viene acclamato e Harald appoggia il suo piano, bramando anch'egli la battaglia.
- Guest star: Noah Syndergaard (Thorbjorn), Lucy Martin (Ingrid).
- Altri interpreti: Finn Gillespie (Giovane vichingo), Noella Brennan (Gudrid), Ian Lloyd Anderson (Naad), Alexander Campbell (Secondo guerriero), James Oliver Wheatley (Primo guerriero), Jerry-Jane Pears (Idun), Shane Robinson (Uomo di Kattegat), Gail Brady (Moglie dell'ubriaco), Shane Lynch (Prestatore).

## La zattera della Medusa
- Titolo originale: The Raft of Medusa
- Diretto da: Paddy Breathnach
- Scritto da: Michael Hirst

### Trama
Re Harald, in procinto di partire per il Wessex, decide di lasciare Erik a Kattegat per proteggere la città da eventuali attacchi dei Rus'. Lo nomina quindi sovrano temporaneo e lo incarica di regnare insieme a Ingrid. Le navi vichinghe di re Harald, Ivar e Hvitserk raggiungono il Wessex e subito re Alfred viene avvertito della loro presenza. Ivar propone di attirare i sassoni sulle colline di Edington. Alfred invece decide di attirare i vichinghi a Chichester, dove c'è un accesso al mare e abbandona quindi il palazzo reale. La moglie Elsewith lo rimprovera aspramente per questa scelta che considera codarda. Nel frattempo, Erik e Ingrid diventano amanti, ma quest'ultima, fingendosi innamorata, è in realtà decisa a liberarsi di lui. Attraverso le sue pratiche magiche prepara un maleficio che improvvisamente rende l'uomo cieco. Ubbe e i suoi compagni sono ormai stremati e alcuni coloni sono morti, ma quando tutto sembra ormai perduto, appare la terraferma. Ubbe si riappacifica con Othere e gli chiede scusa per non avergli creduto.
- Guest star: Ferdia Walsh-Peelo (Re Alfred), Lucy Martin (Ingrid), Róisín Murphy (Regina Elsewith).
- Altri interpreti: Noella Brennan (Gudrid), Ian Lloyd Anderson (Naad), Ian Brooker (Vescovo), Desmond Eastwood (Messaggero), Bryan Larkin (Wiglaf).

## Come per magia
- Titolo originale: It's Only Magic
- Diretto da: Steve Saint Leger
- Scritto da: Michael Hirst

### Trama
Ubbe e i suoi compagni di viaggio sbarcano su una terra sconosciuta che però appare subito rigogliosa e fertile. Sono tutti stupiti per la ricchezza di vegetazione e animali e, per ringraziare gli dei, decidono di compiere un sacrificio. Re Alfred, raggiunto dal vescovo Aldulf, incita il suo esercito a combattere contro i vichinghi in nome di Cristo. Purtroppo il re è vittima di una misteriosa malattia che lo porta a perdere improvvisamente coscienza. Al suo capezzale ad accudirlo c'è la regina Elsewith, supportata dalle preghiere di sorella Annis. Nel frattempo, Ivar medita sulla strategia d'attacco e, dopo aver parlato con il veggente, viene a sapere che lo attende un destino inesorabile. A Kattegat, Erik, ormai diventato cieco, si rende conto che Ingrid sta assumendo sempre più autorevolezza, condizionando anche i conti e gli jarl vicini e capisce che la sua cecità è frutto di qualche stregoneria della donna. Infine, chiede a Orlyg, un suo schiavo, di uccidere Ingrid, promettendogli in cambio la libertà. Ubbe e i suoi compagni si accorgono che la terra su cui sono sbarcati è abitata e seguendo delle tracce raggiungono il villaggio dei nativi.
- Guest star: Ferdia Walsh-Peelo (Re Alfred), Lucy Martin (Ingrid), Róisín Murphy (Regina Elsewith), Wesley French (Peminuit), Phillip Lewitski (We'jitu).
- Altri interpreti: Noella Brennan (Gudrid), Ian Lloyd Anderson (Naad), Russell Balogh (Vescovo Aldulf), Breffni Holahan (Sorella Annis), Brendan McCormack (Leof), Oliver Price (Galan), Dafhyd Flynn (Adam), Peter Dillon (Guardia del corpo a cavallo di Alfred), Dave Boyle (Guerriero esploratore sassone 1), Sean Condren (Guerriero esploratore sassone 2), Neil Watkins (Nobile del consiglio vichingo), Tim Creed (Orlyg).

## Il Signore dà…
- Titolo originale: The Lord Giveth…
- Diretto da: Steve Saint Leger
- Scritto da: Michael Hirst

### Trama
Nella nuova terra Ubbe e Torvi si presentano agli abitanti del posto, il popolo Mi'kmaq, e tutti cercano di instaurare con loro un rapporto di amicizia e rispetto. In Wessex, re Alfred si prepara allo scontro con Ivar. Mentre Erik è ormai privo di potere, Ingrid prende iniziative per preservare la tradizione vichinga. Lo schiavo Orlyg intanto confida a Nissa che potrà diventare libero se assassinerà la regina e si lascia convincere da lei a organizzare l'omicidio. La donna in realtà, d'accordo con Ingrid, uccide Erik e Orlyg viene impiccato. La strategia di attacco di Ivar funziona e i sassoni subiscono una carneficina. Quando la regina Elsewith viene rapita, Alfred riesce valorosamente a salvarla ma rimane ferito. Al termine della battaglia, disorientato dalla nebbia, re Harald si ritrova solo tra i boschi e viene ucciso dal vescovo Aldulf ma grazie ad una visione del fratello Halfdan riesce ad ucciderlo a sua volta prima di morire. Othere nota che la sagamaw a capo dei Mi'kmaq conosce alcuni termini norreni. Alla richiesta di spiegazioni, la donna rivela la presenza di un uomo matto. Giunti nel luogo in cui questi vive, Ubbe e gli altri scoprono che l'uomo matto è Floki.
- Guest star: Ferdia Walsh-Peelo (Re Alfred), Lucy Martin (Ingrid), Róisín Murphy (Regina Elsewith), Wesley French (Peminuit), Carmen Moore (Pekitaulet), Ellyn Jade (Nikani), Phillip Lewitski (We'jitu).
- Altri interpreti: Noella Brennan (Gudrid), Ian Lloyd Anderson (Naad), Acahkos Johnson (Na'pa'tes), Russell Balogh (Vescovo Aldulf), Peter Dillon (Guardia del corpo a cavallo di Alfred), Breffni Holahan (Sorella Annis), Dafhyd Flynn (Adam), Victoire Dauxerre (Nissa), Tim Creed (Orlyg), Dave Boyle (Guerriero esploratore sassone 1), Sean Condren (Guerriero esploratore sassone 2), Brendan McCormack (Leof), Oliver Price (Galan), Sean McGillicuddy (Osric), Jay Cosgrove (Vichingo con la voglia), Steve Cash (Comandante sassone).

## L'ultimo atto
- Titolo originale: The Last Act
- Diretto da: Steve Saint Leger
- Scritto da: Michael Hirst

### Trama
Floki racconta a Ubbe di come il popolo Mi'kmaq lo accolse e si prese cura di lui dopo che aveva lasciato l'Islanda. Ivar incontra re Alfred e gli propone di negoziare, ma quest'ultimo, stanco di fare inutili compromessi con i vichinghi, rifiuta. Uno dei compagni di Ubbe, Naad, avido di oro, si introduce in una capanna dei Mi'kmaq per rubare e, scoperto da We'jitu, lo uccide. Ubbe decide allora di punire duramente Naad per le azioni commesse contro il popolo che li ha generosamente accolti. La battaglia tra vichinghi e sassoni riprende sanguinosa e cruenta e Ivar, conscio di essere ormai alla fine, va incontro coraggiosamente alla morte. Hvitserk, dopo aver reso degnamente omaggio al fratello, rimane alla corte di re Alfred e si converte al cristianesimo, assumendo il nome di Athelstan. A Kattegat, Ingrid regna incontrastata. Floki e Ubbe dialogano sulla fine delle loro certezze.
- Guest star: Ferdia Walsh-Peelo (Re Alfred), Lucy Martin (Ingrid), Róisín Murphy (Regina Elsewith), Wesley French (Peminuit), Carmen Moore (Pekitaulet), Ellyn Jade (Nikani), Phillip Lewitski (We'jitu).
- Altri interpreti: Ian Lloyd Anderson (Naad), Peter Dillon (Guardia del corpo a cavallo di Alfred), Dafhyd Flynn (Adam), Brendan McCormack (Leof), Oliver Price (Galan), Sean McGillicuddy (Osric), Steve Cash (Comandante sassone), Acahkos Johnson (Na'pa'tes), Noella Brennan (Gudrid), Victoire Dauxerre (Nissa), Fiach Kunz (Messaggero vichingo), Ian Brooker (Vescovo).